# Loupershouse
Loupershouse – miejscowość i gmina we Francji, w regionie Grand Est, w departamencie Mozela.
Według danych na rok 1990 gminę zamieszkiwało 850 osób, a gęstość zaludnienia wynosiła 110 osób/km² (wśród 2335 gmin Lotaryngii Loupershouse plasuje się na 413. miejscu pod względem liczby ludności, natomiast pod względem powierzchni na miejscu 768.).